# Stymfalos (syn Elatosa)
Stymfalos (gr.:Στύμφαλος, Stymfalos) – król Arkadii, syn Elatosa. Postać z mitologii greckiej.

## Życie
Stymfalos był synem Elatosa władcy Arkadii i Laodike, córki króla Cypru Kinyrasa. Miał siostrę Kajnis i czterech braci Ajpytosa, Kyllena, Ischysa i Pereusa. Jego dziad Arkas, umierając, podzielił swoje królestwo pomiędzy synów: Azanowi przekazał Azanię, Elatosowi – okolice góry Kyllene, a Afidasowi – Tegeę.
Po śmierci Azana jego syn Klitor stał się najpotężniejszym władcą Arkadii. Po bezpotomnej śmierci Klitora, jego następcami zostali Ajpytos i Stymfalos. Ajpytos zginął podczas polowania, ukąszony przez węża. Został pochowany u stóp góry Kyllene. Stymfalos założył u podnóża góry Kyllene miejscowość Stymfalos, od której wzięło też nazwę pobliskie jezioro. Stymfalos bronił zwycięsko Arkadii przed atakami Pelopsa, do dnia, gdy ten, doszedłszy do wniosku, że zbrojnie niczego nie osiągnie, udał chęć pogodzenia się. Zaprosił go na dysputę, po czym zabił podczas uczty, a ciało jego poćwiartował i rozrzucił po okolicy. Za tę zbrodnię Grecję nawiedziła długotrwała klęska suszy, którą zdołały odwrócić dopiero modły Ajakosa.
Stymfalos miał kilku synów: Agamedesa, Gortysa, Agelaosa i córkę Partenope. Według niejasnego przekazu Stymfalos był też ojcem Stymfalid, z żony Ornis. Młode dziewczęta zostały zgładzone przez Heraklesa, dlatego że gościły Molionidów.
Zwycięstwo Pelopsa przyniosło koniec politycznego znaczenia ośrodka pod górą Kyllene. Po śmierci Stymfalosa, królem Arkadii został Aleos z Tegei, poślubiwszy Neajrę, córkę innego z synów Elatosa, Pereusa. Spośród potomstwa Stymfalosa, Agamedes został sławnym budowniczym, Gortys założył Gortydę, Partenope została uwiedziona przez Heraklesa, co wraz z wytępieniem przez niego ptaków stymfalijskich wskazuje na ekspansję władców Argolidy w tym rejonie Arkadii również w następnym pokoleniu.

## Rodowód
Stymfalos pochodził od Arkasa, syna Zeusa i Kallisto.